# Bão Lexi (2018)
Bão cận nhiệt đới Lexi, là một xoáy thuận cận nhiệt đới rất bất thường hình thành vào tháng 5 năm 2018 ở phía tây bờ biển Chile . Sau khi mùa bão Nam Thái Bình Dương 2017–18 chính thức kết thúc, hệ thống này đã được xác định vào đầu tháng 5 bên ngoài ranh giới chính thức của lưu vực, gần Đảo Alejandro Selkirk và được các nhà nghiên cứu độc lập đặt tên không chính thức là Lexi. Lexi là một trong số ít hệ thống nhiệt đới hoặc cận nhiệt đới từng được quan sát hình thành ở vùng Đông Nam Thái Bình Dương xa xôi, bên ngoài ranh giới lưu vực chính thức 120°T , đánh dấu rìa phía đông của Các khu vực cảnh báo của RSMC Nadi và RSMC Wellington , trong kỷ nguyên vệ tinh. Do cơn bão này phát triển bên ngoài khu vực chịu trách nhiệm chính thức của các cơ quan cảnh báo ở Nam Thái Bình Dương, cơn bão được đưa vào không chính thức như một phần của mùa bão Nam Thái Bình Dương 2017–18.

## Lịch sử khí tượng

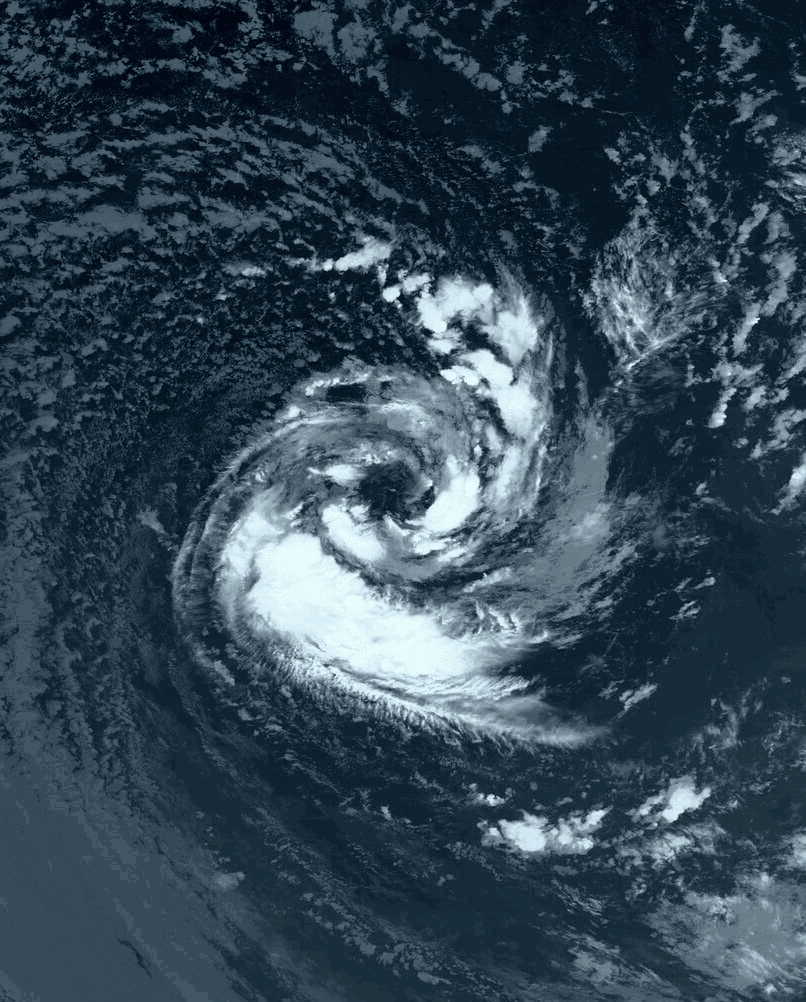
Bão Lexi ngày 8 tháng 5

Cơn xoáy thuận được hình thành từ một xoáy thấp đã phát triển từ vùng thấp với sự đối lưu diễn ra trên bề mặt, đồng thời các trận gió cực đại ở trên cao giảm đi, và do đó, độ đứt gió giảm xuống. Điều này cho phép các đối lưu phát triển gần như đối xứng xung quanh trung tâm của áp thấp, tạo ra đặc điểm cận nhiệt đới, mà không có các Frông liên quan hay kết hợp nào.
Hệ thống này được hình thành ở nhiệt độ nước từ 18 đến 20 °C (64 đến 68 °F), thường không hỗ trợ đủ các hoạt động giông bão.
Cơn bão bắt nguồn từ một hệ thống áp thấp ngoại nhiệt đới ở phía tây Chile vào ngày 4 tháng 5. Cơn bão di chuyển chậm về phía đông bắc, trước khi chuyển thành một cơn bão cận nhiệt đới với cường độ bão nhiệt đới vào cuối ngày hôm đó. Sau đó, cơn bão được xác định bởi các nhà nghiên cứu độc lập và được đặt tên không chính thức là Lexi. Hệ thống đã chuyển đổi thành một cơn bão cận nhiệt đới ở 83,7° Kinh Tây , cách bờ biển Chile vài trăm dặm, cách ranh giới phía đông của lưu vực Nam Thái Bình Dương 120° Kinh Tây. Vào khoảng thời gian này, Lexi đã phát triển một lõi bất đối xứng, ấm áp, theo mô hình GFS. Lexi phát triển trên vùng biển có nhiệt độ từ 18 °C đến 20 °C (64 °F đến 68 °F), thường quá lạnh để hỗ trợ sự hình thành giông bão trong các cơn bão nhiệt đới. Vào thời điểm đó, cơn bão có kiểu dải mây mưa bất đối xứng cao kết hợp với hai dải mây mưa nổi bật khác, bao quanh tâm hoàn lưu lộ ra ngoài. Trong vài ngày tiếp theo, Lexi bay một vòng theo chiều kim đồng hồ ngoài khơi bờ biển Chile, mạnh lên khi nó uốn cong đường đi và đạt cường độ cực đại vào khoảng 00:00 UTC vào ngày 6 tháng 5, với áp suất trung tâm tối thiểu là 992 millibar (29,3 inHg) và sức gió duy trì tối đa trong 1 phút là 95 km/h (60 dặm/giờ). Vào khoảng thời gian cực thịnh, Lexi đã phát triển lõi ấm đối xứng, theo biểu đồ pha GFS.  Sau đó, cơn bão bắt đầu suy yếu dần trong khi hoàn thành vòng lặp của nó. Vào ngày 7 tháng 5, Lexi chuyển hướng đông bắc và bắt đầu di chuyển song song với đường bờ biển Chile, đồng thời tiếp tục xu hướng suy yếu. Vào ngày 8 tháng 5, Lexi suy yếu thành một áp thấp cận nhiệt đới và cũng bị thu hẹp kích thước do gặp nhiều điều kiện khắc nghiệt hơn, trước khi suy thoái thành một tàn dư áp thấp vào ngày hôm sau. Tàn dư của Lexi tồn tại thêm một ngày nữa, trước khi tan biến sớm vào ngày 10 tháng 5.

## kỷ lục
Xoáy thuận nhiệt đới Lexi không chính thức là xoáy thuận nhiệt đới hoặc cận nhiệt đới ở cực đông từng được quan sát thấy hình thành ở Nam Thái Bình Dương, chuyển đổi thành một hệ thống cận nhiệt đới gần vĩ độ 80° Kinh Tây , cách bờ biển Chile vài trăm dặm. Điều này đã phá vỡ kỷ lục trước đó là khoảng 102,9° Kinh Tây, do Bão cận nhiệt đới Katie thiết lập vào tháng 5 năm 2015. "Lexi" cũng là hệ thống nhiệt đới hoặc cận nhiệt đới thứ ba hình thành ở phía đông của ranh giới phía đông chính thức của lưu vực Nam Thái Bình Dương là 120° Kinh Tây, và cơn bão thứ hai như vậy được quan sát ở cường độ bão nhiệt đới . Xoáy thuận nhiệt đới cực kỳ hiếm xảy ra ở vùng viễn đông nam Thái Bình Dương vì có nhiệt độ bề mặt biển khá lạnh do Hải lưu Humboldt tạo ra, thiếu sự hình thành nhiễu động nhiệt đới và cũng do độ đứt gió cao gây bất lợi ; như vậy, không có hồ sơ nào về một cơn bão nhiệt đới ảnh hưởng đến miền tây Nam Mỹ. Sự hình thành xoáy thuận nhiệt đới ở phần cực này của Đông Nam Thái Bình Dương hiếm đến mức chưa có cơ quan cảnh báo nào được giao cho khu vực phía đông vĩ tuyến 120° Kinh Tây.